# Лантийи
Лантийи́ (фр. Lantilly) — коммуна во Франции, находится в регионе Бургундия. Департамент коммуны — Кот-д’Ор. Входит в состав кантона Семюр-ан-Осуа. Округ коммуны — Монбар.
Код INSEE коммуны — 21341.

## Население
Население коммуны на 2010 год составляло 104 человека.
| 1962 | 1968 | 1975 | 1982 | 1990 | 1999 | 2010 |
| ---- | ---- | ---- | ---- | ---- | ---- | ---- |
| 120  | 91   | 86   | 92   | 112  | 94   | 104  |

## Экономика
В 2010 году среди 70 человек трудоспособного возраста (15—64 лет) 50 были экономически активными, 20 — неактивными (показатель активности — 71,4 %, в 1999 году было 72,7 %). Из 50 активных жителей работали 49 человек (27 мужчин и 22 женщины), безработным был 1 мужчина. Среди 20 неактивных 2 человека были учениками или студентами, 10 — пенсионерами, 8 были неактивными по другим причинам.